# 제이 부미스터
제이 대니얼 부미스터(영어: Jay Daniel Bouwmeester, 1983년 9월 27일 ~ )는 캐나다의 은퇴한 아이스하키 선수로 포지션은 수비수이다. 현연 시절에 내셔널 하키 리그(NHL)의 팀인 플로리다 팬서스, 캘거리 플레임스, 세인트루이스 블루스에서 뛰었다. 2002년 NHL 드래프트 당시 종합 3위로 플로리다 팬서스에게 1순위로 지명되었으며, 2003년 NHL 올루키전에 참가하는 등 7시즌 동안 팬서스에서 뛰었다. 이후 2009년 트레이드 형식으로 캘거리 플레임스로 이적하여 4번의 시즌 동안 활약했다. 2004년부터 2014년까지 NHL 정규 경기 737경기에 연속 출전하여 NHL 역사상 최고의 철인 중 한 명으로 꼽히며, 2007년과 2009년에는 NHL 올스타전에 참가했다.
각종 국제 대회에도 캐나다를 대표하여 참가했고, 청소년 시절에는 2000년부터 2002년까지 세계 주니어 선수권 대회에 참가하여 은메달 1개, 동메달 2개를 획득했다. 2003년에 성인 대표팀에 데뷔했고, 세계 아이스하키 선수권 대회에서 2번 우승했다. 또한 2004년 아이스하키 월드컵과 2014년 동계 올림픽에서도 캐나다 대표팀의 일원으로 활약하여 우승에 공헌했다.